# La Montagne de l'âme

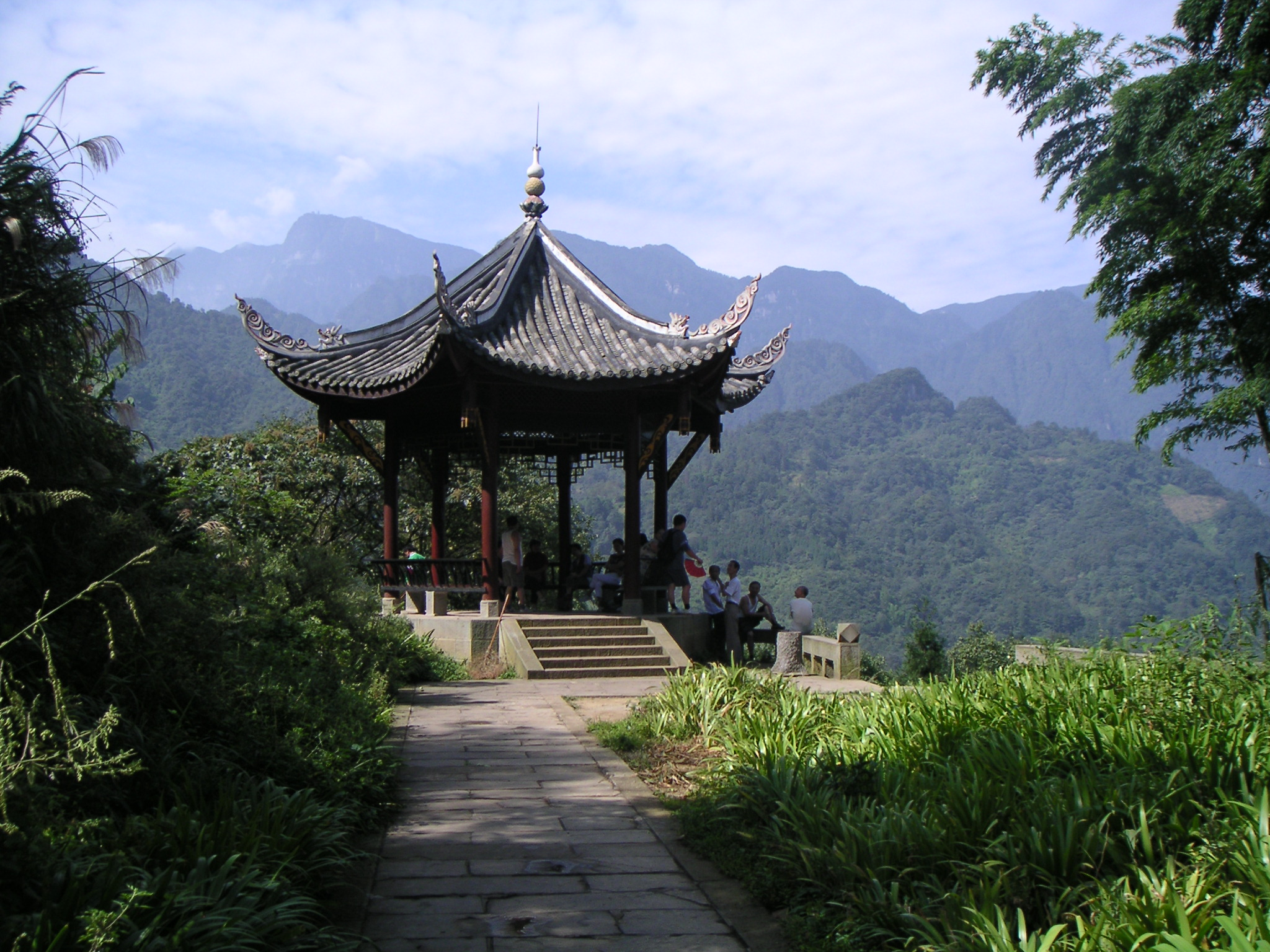
Les montagnes du Sichuan servent d'inspiration au roman.

La Montagne de l'âme (chinois : 灵山 ; pinyin : língshān) est un roman de Gao Xingjian paru en 1990.
Le roman est traduit en français en 1995 par Noël et Liliane Dutrait aux Éditions de l'Aube. L'auteur reçoit le prix Nobel de littérature en 2000 pour l'ensemble de son œuvre. (Le roman est aussi traduit en breton par Yann varc’h Thorel et a obtenu le prix de l’avenir de la langue bretonne en 2011. « Menez an ene » Editions Apogée).

## Structure
Le roman fait le récit de deux voyages parallèles dans la Chine du Sud (petites villes, campagnes, montagnes, forêts) : celui de « toi » et celui de « moi », deux personnages masculins qui se rencontrent une fois au début du roman (et peut-être à nouveau après le roman ?). La narration se fait donc tantôt à la première, tantôt à la deuxième, tantôt à la troisième personne.

## Résumé
Le personnage appelé « Toi »  part à la recherche de la « Montagne de l’Âme », un lieu dont il a entendu parler dans le train (lors d’une rencontre fortuite avec « moi », le narrateur qui est semble-t-il une figure de l'auteur lui-même). « Toi » rencontre une jeune fille qui le suit dans son cheminement : une jeune fille brisée par la vie, dont le lecteur ne saura pas vraiment ce qu’elle devient, si « Toi » l’a laissée tomber, si elle s’est tuée ou si elle est simplement partie. « Moi » entreprend un périple dans un parc naturel (avec des pandas), qui le conduit aux abords de temples bouddhistes et de centres culturels jusqu'à des ermitages taoïstes. Écrivain qui ne peut publier, il marche, comme « Toi », un peu au hasard, mais seul, allant de rencontre en rencontre.